# 얇은 원반
얇은 원반(영어: thin disk)은 우리은하를 비롯한 많은 은하들에서 발견되는 은하 구조 요소이다. 우리은하의 얇은 원반은 은하평면 위로 약 1 킬로파섹(3300 광년) 정도에 해당하며, 은하평면의 별들의 85%가 얇은 원반에 분포한다. 얇은 원반은 은하 형성 초기에 만들어진 늙은 별들로 이루어진 두꺼운 원반과는 구분된다. 얇은 원반의 별들은 은하 형성 후기에 기체 강착의 결과로 만들어진 것이다.
얇은 원반을 구성하는 별들의 나이 범위는 매우 넓으며, 그 나이에 따라 또다시 숱한 세부 분류로 나뉠 수 있다. 하지만 전체적으로 두꺼운 원반의 별들보다는 상당히 젊을 것으로 생각된다.
얇은 원반의 척도높이는 약 350 파섹이다.

## 같이 보기
- 원반은하
- 은하의 형성 및 진화
- 은하헤일로
- 두꺼운 원반